# Campionatul Mondial de Handbal Masculin din 1993
A 13-a ediție a Campionatului Mondial de Handbal Masculin s-a desfășurat în perioada 25 februarie-8 martie 1993 în Suedia. Echipa Rusiei a câștigat campionatul după ce a învins în finală echipa Franței cu scorul de 28 - 19.

## Clasament final
| Poz. | Echipă        |
| ---- | ------------- |
| 1    | Rusia         |
| 2    | Franța        |
| 3    | Suedia        |
| 4    | Elveția       |
| 5    | Spania        |
| 6    | Germania      |
| 7    | Cehoslovacia  |
| 8    | Islanda       |
| 9    | Danemarca     |
| 10   | România       |
| 11   | Ungaria       |
| 12   | Egipt         |
| 13   | Norvegia      |
| 14   | Austria       |
| 15   | Coreea de Sud |
| 16   | Statele Unite |

## Legături externe
- en  Campionatul Mondial din 1993 la Federația Internațională de Handbal